# At-Ta'i
Abû Bakr `Abd al-Karîm at-Tâ'i`bi-llah, surnommé At-Tâ'i`, est né en 932. Il a succédé comme calife abbasside de Bagdad à son père Al-Muti`, contraint d’abdiquer pour cause de paralysie, en 974. Il est amené à abdiquer en 991. Les vizirs bouyides mettent sur le trône son cousin Al-Qadir, fils d'Al-Muttaqi. At-Tâ'i` est mort dix ans plus tard en 1001.

## Biographie
On ne sait pas grand-chose de la vie d’At-Ta’i`.

### Les Byzantins en Syrie et au Nord de l’Irak
En 974, l’empereur Byzantin Jean Ier Tzimiskès a mené une campagne victorieuse en Anatolie, il s’est emparé à l'automne d'Amida et le 12 octobre de  Nisibe évacuée par sa population. L'émir Hamdanide de Mossoul, Abû Taghlib a fait sa soumission. Il semble que Jean Ier a été tenté par une expédition sur Bagdad mais il y a  renoncé.
Au printemps 975, l'empereur a entamé une campagne plus sérieuse en Syrie. Il est pari d'Antioche en avril, s'est emparé de Émèse qui a payé tribut sans résistance, puis d’Apamée, et Baalbek laquelle a été durement châtiée pour avoir voulu  résister. Il a contraint  le gouverneur de Damas à lui payer un tribut. Ensuite, il s’est dirigé vers la Palestine. Il s’est  rendu maître de Tibériade, de Beyrouth, de Nazareth, d’Acre, de Césarée et du mont Thabor. Jérusalem  lui a semblé à portée de main cependant il y a renoncé. La domination musulmane sur la Syrie n’était plus qu’un souvenir.
La présence des garnisons Fatimides dans les villes littorales (Tripoli) obligeait l’empereur à maintenir de fortes troupes sur place et a en assurer le ravitaillement. La fidélité plus que fluctuante des émirs musulmans de Syrie dont beaucoup restent en place montrent les limites des résultats de cette expédition. La mort rapide de Jean Ier n’a pas permis la consolidation les résultats obtenus (976).

#### L’empire divisé
La Syrie est divisée entre les Fatimides, les Turcs, les Qarmates. Les Bouyides étaient eux-mêmes divisés et de faisaient la guerre. En 977, à la mort de Rukn ad-Dawla, il se constitue deux états Bouyides distinct : l'un centré sur Ray dirigé par Fakhr ad-Dawla l'autre centré sur Hamadān et le Fars dirigé par Mu'ayyad ad-Dawla.

### Fin du règne
Après dix-sept ans de règne At-Ta’i` est démis de ses fonctions et emprisonné. Ses biens accaparés par les vizirs.
À sa place, on rappela de son exil Al-Qadir fils d'Al-Muttaqi et petit-fils d’Al-Muqtadir qui convoitait depuis longtemps la place de calife (991).